# Dimasalang
Dimasalang est une localité de la province de Masbate, aux Philippines. En 2015, elle compte 26 192 habitants.